# Toxocara
Škrkavky rodu Toxocara jsou střevní hlístice masožravců. Dospělci žijí ve střevě definitivního hostitele, kde se živí střevním obsahem. Larvy při svém vývoji procházejí toxokaroidním typem migrace, po pozření využívají entero-hepato-pulmonálního typu, při kterém migrují ze střeva přes játra do plic, odkud jsou vykašlávány a spolknuty, nebo přecházejí somatickou migrací do klidové fáze v orgánech či svalovině. Škrkavky proto způsobují nejen záněty střeva, ale i postižení dalších orgánů.
Jako paratenický hostitel může škrkavkám sloužit řada dalších savců včetně člověka, a někteří bezobratlí.

## Druhy
- Toxocara canis (škrkavka psí)
- Toxocara cati (škrkavka kočičí)
- Toxocara malaysiensis - parazituje u koček
- Toxocara lyncis - parazituje u karakala
- Toxocara pteropodis
- Toxocara tanuki